# 徐秉洙
徐 秉洙（ソ・ビョンス、韓国語: 서병수、1952年1月9日 - ）は、韓国の政治家。元釜山広域市長、第16・17・18・19・21代韓国国会議員。本貫は達城徐氏。

## 経歴
現在の蔚山広域市蔚州郡に生まれた。1971年に慶南高校を卒業。1975年に西江大学校で経済学学士、1978年に同大学院で経済学修士、1987年に北イリノイ大学大学院で経済学博士学位をそれぞれ取得した。
卒業後はウジンサービス代表理事、東釜山大学経営情報学科兼任教授、東義大学校経営学科特任講師、冬柏奨学会会長、セマウル運動海雲台区支会長、生活体育協議会海雲台区理事、釜山障害者総連合会顧問、釜山遅滞障害者福祉会海雲台区支会後援会顧問、海雲台青年連合会顧問、新海雲台ロータリークラブ会長、釜山市立美術館会理事を歴任した。
政界入り後、2000年1月から2002年2月までに海雲台区庁長を務めた。2002年の第16代総選挙で当選し、当選後に国会環境労働委員会委員、国会予算決算特別委員会委員を務めた。2004年の第17代国会議員就任以降は国会行政自治委員会委員、国会予算決算特別委員会委員、国会財政経済議員会委員、国会倫理特別委員会委員、国会運営委員会委員、ハンナラ党院内総務、同党災害対策委員会委員長・政策委員会副議長・第1政調委員会委員長・政策委員会議長・釜山市党委員長・汝矣島研究院院長を務めた。2008年からの第18代国会議員では国会企画財政委員会委員長役員を務め、18代後半期国会の行政安全委員会委員と企画財政委員会委員を務めた。また、2010年7月からハンナラ党最高委員、ハンナラ党都市再生特別委員会委員長、ハンナラ党在外国民協力委員会委員長、セヌリ党在外国民協力委員会委員長、セヌリ党都市再生特別委員会委員長を歴任した。2012年の第19代総選挙で当選以降、セヌリ党事務総長と国会企画財政委員会委員を務めた。
2014年に国会議員を辞職し、第6回全国同時地方選挙で釜山広域市長に当選した。2016年9月から2017年7月までは全国市道知事協議会副会長を務めた。市長任期の後期になると文在寅政権の成立と相まって、次期市長選への出馬を表明したものの、世論調査によると市民の間での評価は元海洋水産部長官の呉巨敦に抑えられた。2018年の第7回全国同時地方選挙で共に民主党の呉巨敦に敗れ、市長を退任した。
2020年に未来統合党釜山市党2020統合選挙対策委員会共同選挙選対委員長を務め、同年5月30日から釜山鎮区甲選挙区選出の第21代国会議員になった。未来統合党は第21代総選挙で惨敗したが、徐は5選を果たしたため、未来統合党の議員当選者の中では最多選グループに属する保守派の重鎮となった。国会議員在任中に自由経済フォーラム構成議員、国会前半期企画財政委員会委員・国会前半期企画財政委員会経済財政所委員会委員を務めた。2022年4月22日からは国民の力全国委員会議長を、5月からは国民の力第8回地方選挙釜山選挙対策委員会共同選対委員長を務めている。
2024年の第22代総選挙ではまた選挙区を変えて、釜山広域市北区甲選挙区から出馬することとなった。

## 政治的立場・政策
釜山市長在任中に釜山都市鉄道をはじめ、村バス、上下水道、都市ガス、公営駐車場の駐車費、タクシー料金などの公共料金は次々と引き上げられた。釜山の公共料金の水準は国内で最高のレベルとなったため、一部市民から「上がりすぎる」と批判された。
朴槿恵の西江大学校時代の同級生という縁もあり、代表的な親朴派の政治家である。2017年に崔順実ゲート事件で親朴派への風当たりが強かった時期にも親朴だと公言し、今後の朴槿恵への再評価にも期待していると言った。また、2017年8月に釜山国際映画祭の執行委員長のカン・スヨンらの辞職騒動の中、釜山国際映画祭事務局の職員一同は声明書で徐をセウォル号沈没事故に関する映画『ダイビング・ベル セウォル号の真実』の同映画祭での上映を阻止しようとした張本人だと批判し、徐により辞職を勧められた元執行委員長の復職と徐の謝罪を要求した。国会議員再任後も2021年4月20日の経済分野の対政府質問で、国務総理職務代行の洪楠基に対して文在寅政権の経済政策を批判しながら、「文在寅大統領に朴槿恵・李明博両元大統領の釈放を提案してほしい」とした上、「私を含めて多くの国民は（朴槿恵の）弾劾が間違っていると信じている」「果たして朴前大統領が弾劾されるほど違法なことをしたのか、普通の常識を持つ私としては理解しにくい」と述べた。物議を醸したため、国民の力側は「党の意見ではない」と線を引いた。
2017年当時の自由韓国党代表の洪準杓とは洪の慶尚南道知事在任中に金海国際空港に代わる新空港の問題と水の問題で対立したこともあり、洪の親朴派排除の動きについては責任の押し付け合いとした上、「党の顔を変えなければならない」と牽制した。
国会議員時代にはコンピュータゲームの規制に関する、通称「孫仁春法」の共同発議者であったため、ゲーム規制派としても知られている。しかし、市長在任中の2015年1月、G-STAR誘致のためにゲーム開発者連帯と会った際には謝罪し、ゲーム産業発展のためにいかなる規制に反対すると表明した。

## 親族
父親の徐錫寅は元海雲台区庁長、元釜山市議員。警察大学学長を務めた末弟の徐範洙は第21代総選挙で未来統合党候補として蔚山広域市蔚州郡選挙区で当選したため、兄弟が同じ会期の国会議員として活動することになった。また、元沙下区庁長の李京勲は妹の夫。